# Бальзаківська вулиця (Житомир)
Вулиця Бальзаківська  — вулиця у Корольовському районі Житомира, на Смолянці. Названа на честь французького драматурга Оноре де Бальзака.

## Розташування
Починається від вулиці Гагаріна, напроти будинку № 50, прямує на південний схід, закінчується тупиком недалеко від вулиці Жуйка. Перетинається з вулицею Російська Слобідка.
Довжина вулиці — 210 метрів.

## Історія
Попередня назва — Жовтневий провулок. Рішенням сесії Житомирської міської ради від 28 березня 2008 року № 583 «Про затвердження назв топонімічних об'єктів у місті Житомирі» для об'єкту було затверджено назву Бальзаківська вулиця.